# Evena sikorana
Evena sikorana is een vlinder uit de familie van de Nymphalidae. De wetenschappelijke naam van de soort is voor het eerst gepubliceerd in 1889 door Alois Friedrich Rogenhofer.